# Nationsgravar i Lund
Fyra av studentnationerna i Lund har så kallade nationsgravar, där medlemmar av nationerna ligger begravda. Dessa gravar tillhör Västgöta, Smålands, Sydskånska och Göteborgs nationer. Även Skånska nationen vårdar en grav, tillhörig en av nationens vaktmästare. Samtliga dessa gravar är belägna på Östra kyrkogården. Nationsgravarna tillkom samtliga under 1800-talet och var inledningsvis en del av nationernas sociala verksamhet; redan under 1600-talet hade nationerna bekostat sina medlemmars begravning, och för den student som dog medellös under studietiden var nationsgraven ett sätt att säkra en ståndsmässig begravning. I modern tid är begravning i nationsgraven en hedersbetygelse, snarare än en social stödåtgård.

## Västgöta nationsgrav

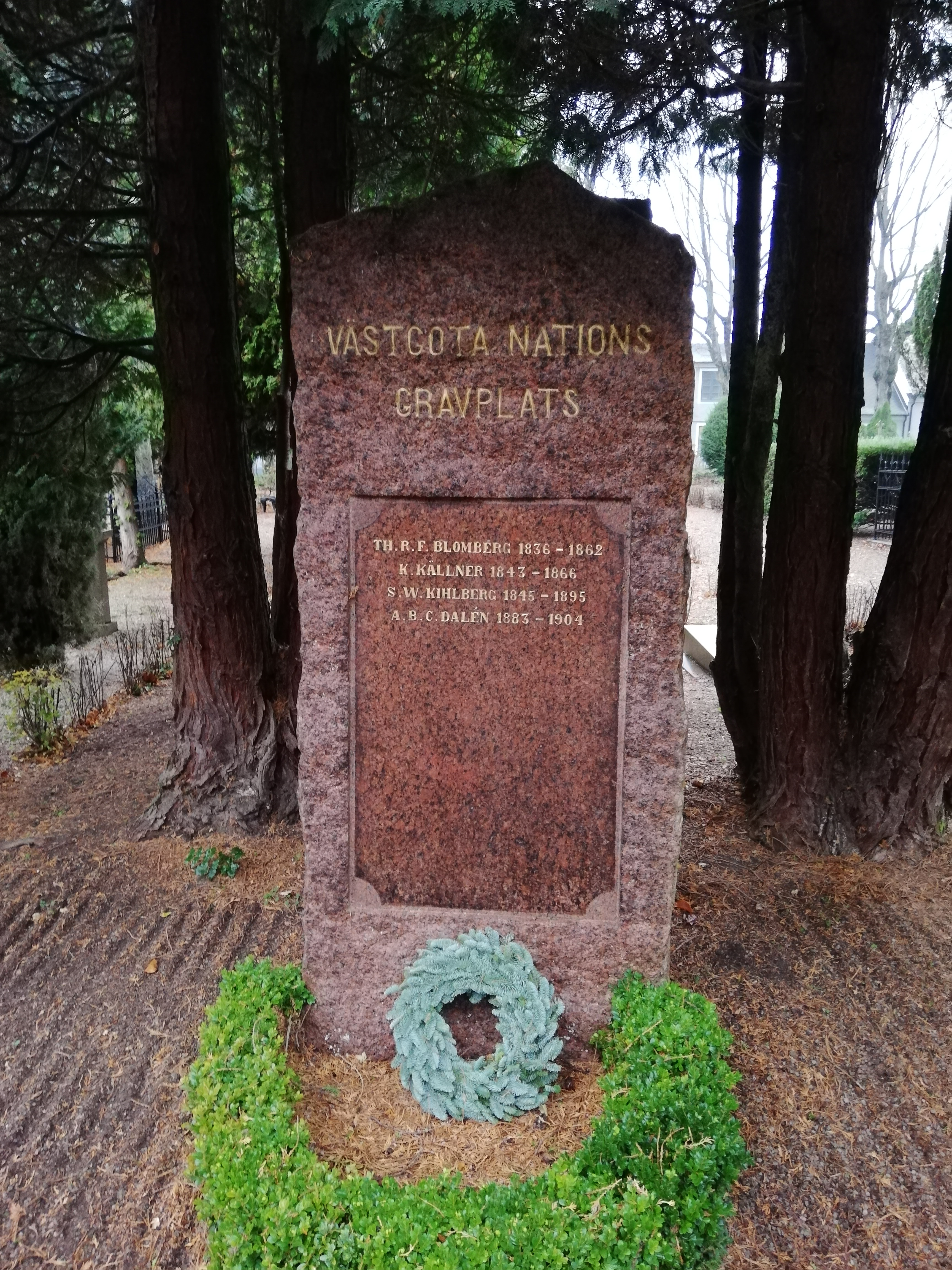
Västgöta nationsgrav.

På nationsmötet den 20 april 1870 beslöt Västgöta nation att införskaffa en grav på Östra kyrkogården. Själva gravstenen restes 4 oktober 1907, och tillkännager att 4 personer ligger begravda därunder:

### Theofil Richard Frithiof Blomberg
Blomberg föddes i Böne den 30 september 1836 som son till kyrkoherden Johan Gustaf Blomberg och Petronella Eleonora Bredman. Han skrevs in vid Lunds universitet 1855 och avlade mediko-filosofisk examen 1861. Han avled av nervfeber 1 mars 1862, och då han var medlem i Akademiska Föreningens sociala utskott åtföljdes han till graven av en stor skara medstudenter, varefter det anordnades en minnesfest i hans ära.

### Karl Källner
Källner föddes på Källbotorp i Fågelås socken den 28 november 1843 som son till mjölnaren Lars Persson och Maja Kajsa Larsdotter. Han dimitterades från Skara och skrevs in vid Lunds universitet 1865, men avled redan den 19 oktober 1866. I Carl Sjöströms matrikel över Västgöta nation beskrivs han som "en begåfvad yngling".

### Sven Wilhelm Kihlberg
Kihlberg föddes i Saleby den 25 maj 1845 som son till kvarnägaren Olof Nilsson Kihlberg och Stina Johansdotter. Han dimitterades från Vänersborg 1872, skrevs in vid Lunds universitet 1873, och avlade filosofie kandidatexamen 1885. Han tjänstgjorde därefter som adjunkt på så skilda ställen som Mariestad och Ystad, samt arbetade med excerpering för Svenska akademiens ordbok från 1894. Han avled dock hastigt i Lund den 13 juli 1895, kort tid innan han skulle tillträda ett lärarvikariat i Uddevalla.

### Axel Bernhard Constantin Dalén
Dalén föddes i Asklanda den 11 januari 1883 som son till komministern Anders Peter Dalén och Emma Laura Sofia Moberger. Han dimitterades från Skara och skrevs in vid Lunds universitet 1900. Han var strävsam och medellös, och tillbringade merparten av sin studietid som elev på ett apotek i Karlskrona och bedrev därifrån sina medicinstudier. Han avlade mediko-filosofisk examen 1902. Då han var en man med sällskapstalanger och en skicklig trollkarl engagerades han i Lundakarnevalen 1904 och bidrog vid festen den 11 maj 1904. På kvällen samma dag tog han emellertid ett för starkt sömnmedel och avled i sömnen.

## Smålands nationsgrav

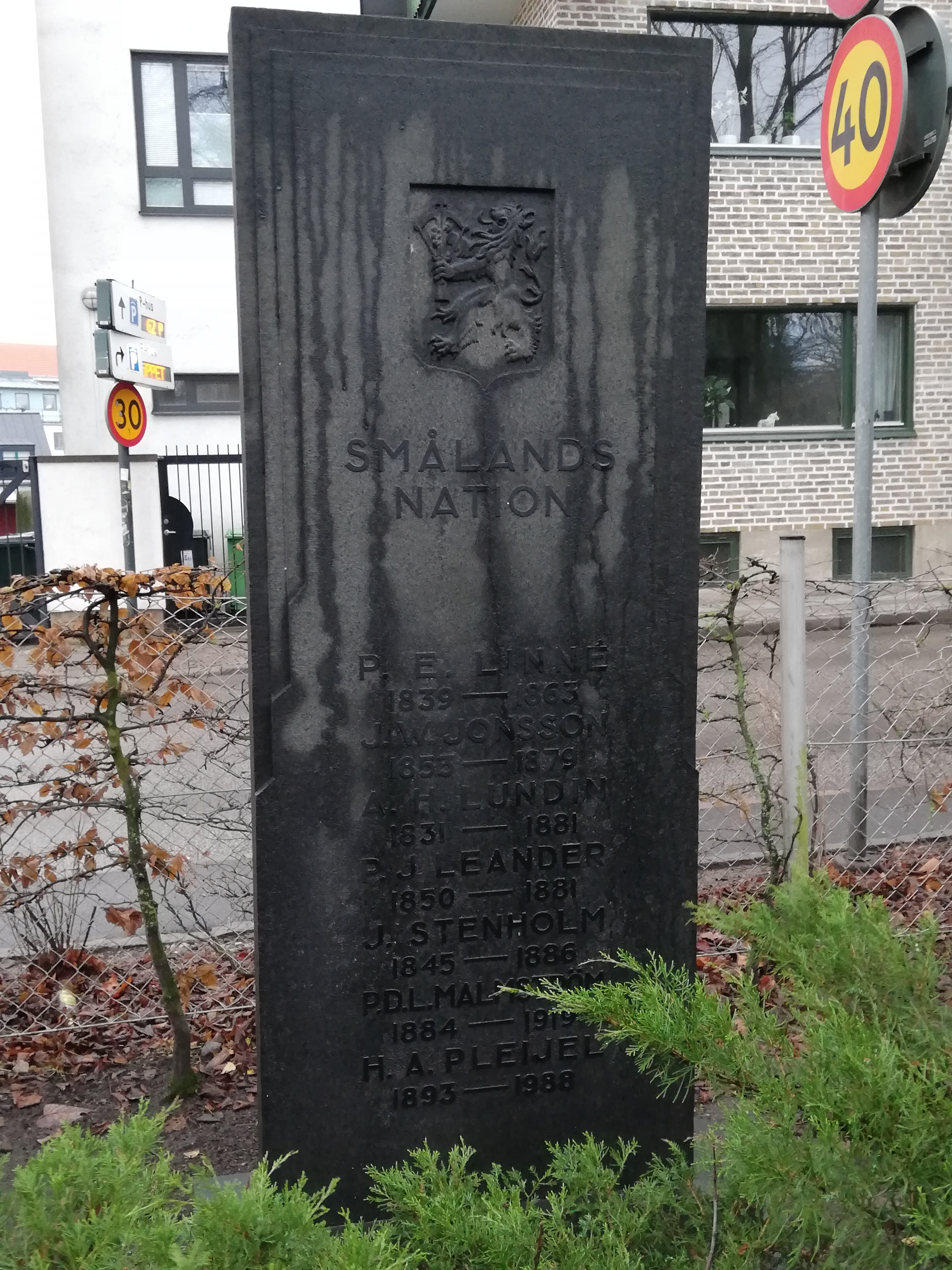
Smålands nationsgrav.

Smålands nationsgrav på Östra kyrkogården skänktes av Emilie Wilhelmina Katarine Krieger, änka efter nationsmedlemmen docenten Jacob Lundell. Gravvården bekostades av nationens hedersledamot, färgaren Carl Otto Borg.

### Peter Emerentius Linné
Linné föddes i Lidhult den 24 januari 1839, som son till lantbrukaren Sven Larsson och Maria Bengtsdotter. Han dimitterades från Växjö och skrevs in vid Lunds universitet 1857, men avled i nervfeber 5 mars 1863.

### Jonas Wilhelm Jonsson
Jonsson föddes i Almundsryd den 7 september 1853 som son till handlanden Jon Persson och Anna Lindblom. Han  dimitterades från Lunds högre allmänna läroverk 1878 och skrevs in vid Lunds universitet 1879, men dog redan 2 juni samma år på Lunds lasarett.

### August Herman Lundin
Lundin föddes i Jönköping den 22 oktober 1831. Hans föräldrar var bleckslagareåldermannen Johan Carl Lundin och Louise Brandt. Han skrevs in vid Lunds universitet 1851 och blev adjunkt där 1864. Han var Smålands nations notarie 1856-1857, dess förste senior, samt dess bibliotekarie från 1868 till hans död. Han var en erkänt duglig lärare i latin. Lundin var emellertid klen till hälsan, och avled i Ängelholm den 24 juli 1881 efter att förgäves ha försökt återvinna hälsan i Ems. Hans biografiska verk "Småländska nationen i Lund" utkom först efter hans död.

### Peter Johan Leander
Leander föddes i Ryssby den 27 februari 1850 som son till torparen Sven Pettersson och Anna Stina Pettersdotter. Han dimitterades från Växjö och skrevs in vid Lunds universitet 1873. Han avlade mediko-filosofisk examen 1875, men dog på Lunds lasarett av lungsot den 2 oktober 1881.

### Johan Stenholm
Stenholm föddes i Mulseryd den 18 januari 1845 som son till lantbrukaren Sven Jönsson och Maria Elisabeth Berglund. Han dimitterades från Jönköping och skrevs in vid Lunds universitet 1869. Han dog på Lunds lasarett som "gammal student" 31 mars 1886.

### Per Daniel Leonard Malmström
Malmström föddes i Ljungby den 30 mars 1884 som son till lantbrukaren Anders Johan Petersson och Petronella Petersdotter. Han dimitterades från Växjö och skrevs in vid Lunds universitet 1914. Han avlade teologisk-filosofisk examen 31 januari 1918, men avled 9 april 1919.

### Hilding Athanasius Pleijel
Pleijel föddes i Väckelsång 19 oktober 1893 som son till komministern i Uråsa Henning Theophil Pleijel. Han tog studentexamen i Växjö 1911 och skrevs in vid Lunds universitet samma år. Han blev fil. kand. 1913, fil. mag. 1914, teol. kand. 1918, teol. lic. 1921 och disputerade för teologie doktorsgraden 1926 på avhandlingen Herrnhutismen i Sverige. Han var professor i kyrkohistoria och symbolik vid Lunds universitet från 1938 till 1960, och upprätthöll tjänsten som tillförordnad professor i kyrkohistoria vid Åbo akademi 1963 till 1964. Pleijel prästvigdes 1925 för Växjö stift, och var ledamot av Lunds stifts domkapitel 1943-1944 samt 1947-1949, och ledamot av kyrkomötet 1946 och 1957. Han avled i Lund den 15 november 1988.

## Skånska nationens grav

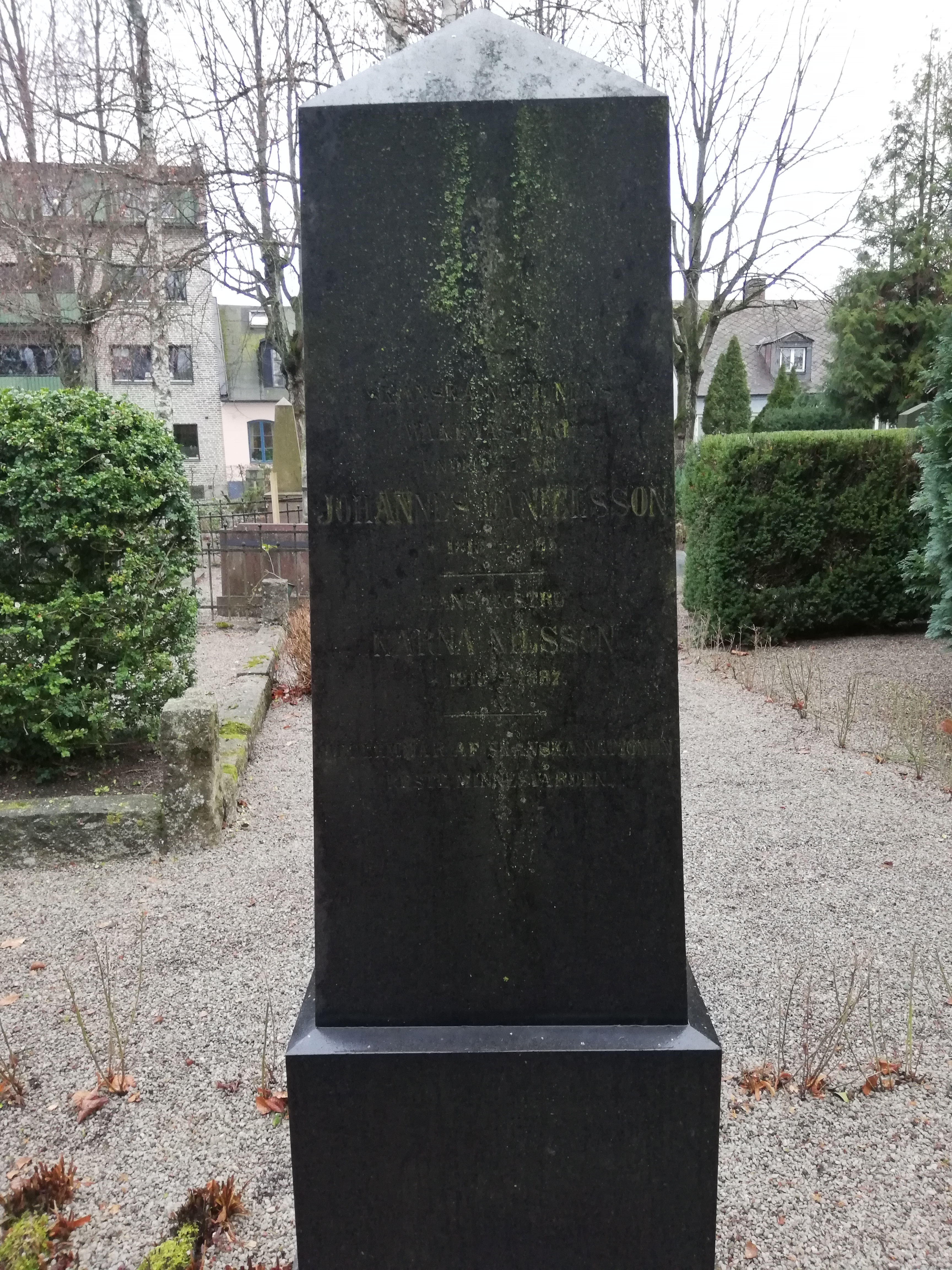
Skånska nationens vaktmästare Johannes Danielssons grav.

Skånska nationen har ingen nationsgrav, men förvaltar genom de fem efterföljarnationernas gemensamma utskott en grav tillhörig en före detta vaktmästare vid nationen.

### Johannes Danielsson
Danielsson föddes i Unnaryd 1818. När Skånska nationens vaktmästare och pedell Ola Friberg avled 1838 valdes Danielsson, som då beskrevs som "vaktmästare vid maskinkammaren", till ny vaktmästare i ovanligt hård konkurrens med flera andra kandidater. Danielsson kom med åren att bli en "mycket känd och uppskattad figur inom nationen". Förutom att servera vid nationens fester ingick det i hans plikter att tjäna som nationsledningens budbärare till enskilda studenter, och att sammankalla nationen till möten. Som ett bevis på nationens uppskattning höll den en särskild fest för Danielsson vid hans 25-årsjubileum som vaktmästare, och vid hans död 1885 delade nationen ut verser på begravningen. I sitt testamente skänkte Danielsson 250 riksdaler till nationen för att bilda en stipendiefond. Hans gravsten på Östra kyrkogården bekostades också av Skånska nationen efter en insamling.

## Sydskånska nationens grav

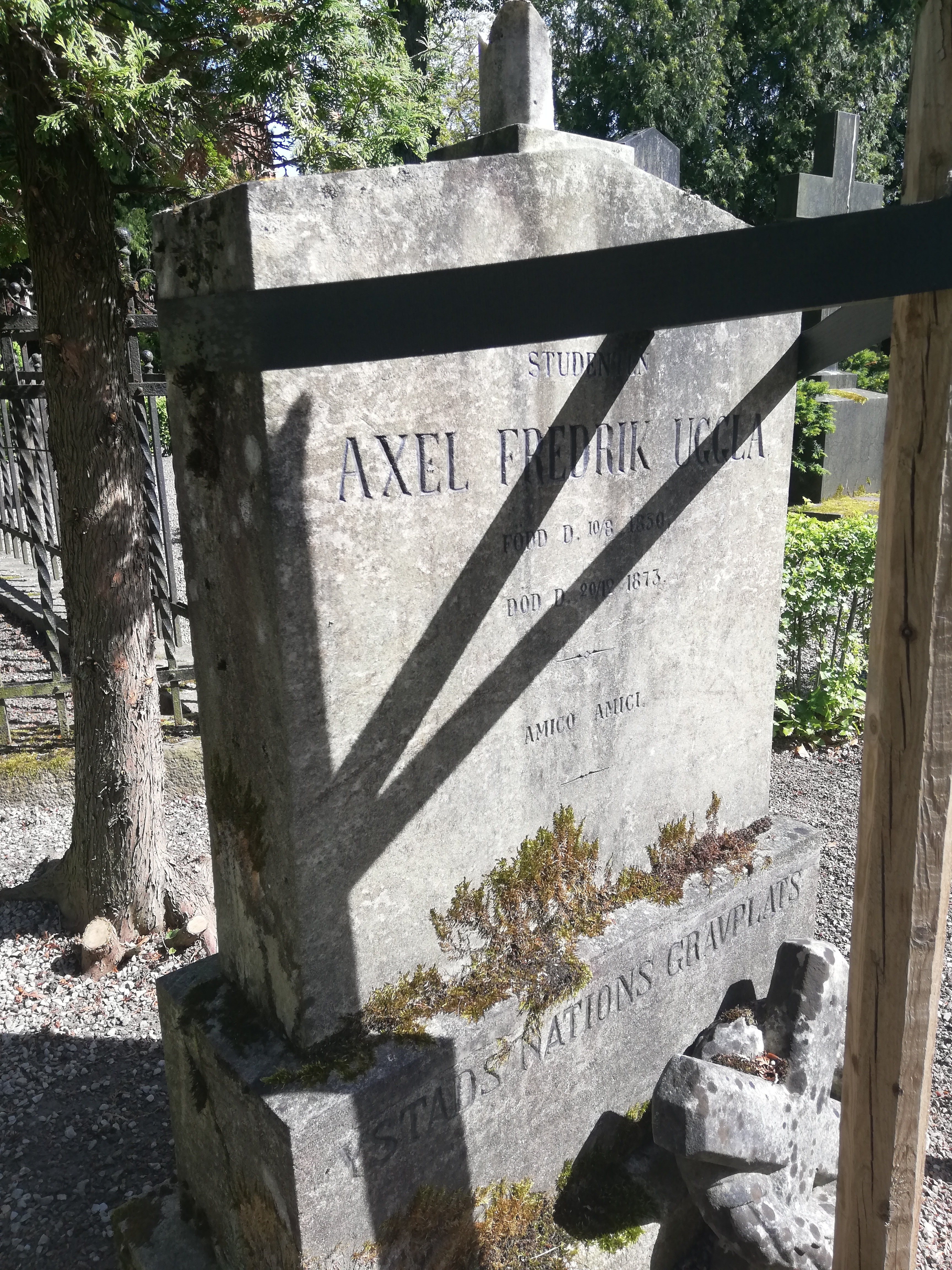
Sydskånska nationens grav.

Ystads nations (numera Sydskånska nationens) grav ligger, i likhet med övriga nationsgravar, på Östra kyrkogården. I nationsgraven ligger endast en student som förvisso var medlem i Ystads avdelning inom Skånska nationen, men som ändå avled 16 år innan Ystads nations grundande.

### Axel Fredrik Uggla
Uggla föddes i Stockholm den 10 augusti 1850 som son till kaptenen Clas Fredrik Uggla och Ingrid Nilsson. Han skrevs in vid Lunds universitet och i Skånska nationens femte (Ystads) avdelning 1871. Han avlade juridisk preliminärexamen 1872, men dog redan den 20 december 1873.

## Göteborgs nationsgrav

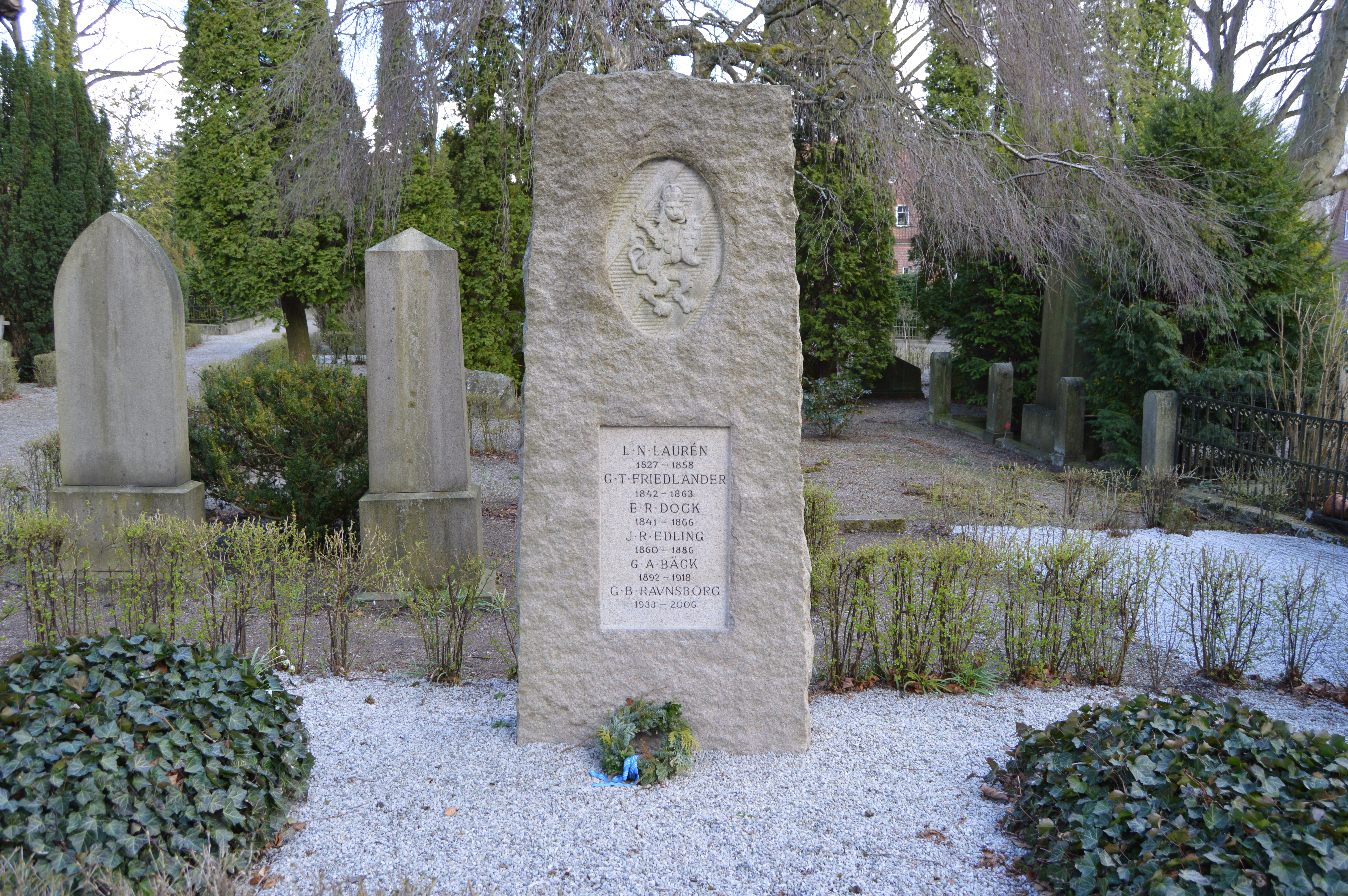
Göteborgs nationsgrav.

På nationsmötet den 21 april 1858 beslöt nationen på kurator Niklas Tengbergs förslag att köpa 4 gravplatser på Östra kyrkogården för 10 riksdaler vardera. Dessa gravplatser skulle upplåtas gratis till medellösa studenter, och mot avgift till studenter vars dödsbon hade tillgångar. Sedan dess har sex personer gravsatts på gravplatsen:

### Lars Niklas Laurén
Laurén föddes i Lidköping den 21 augusti 1827 som son till handlanden Niklas Laurén och Inga Britta Falleij. Han skrevs in vid Lunds universitet 1849 och studerade teologi, men dog av "blodslag" den 19 mars 1858. Hans dödsbo hade tillräckligt med tillgångar för att lösa in en av gravplatserna. Enligt nationens matrikel var han "En lärd man, en af de ädlaste och mest aktade".

### Gottfried Theodor Friedlander
Friedlander föddes i Fuxerna den 20 december 1842 som son till komministern i Istorp Gunnar Friedlander och Olivia Amalia Apelgren. Han skrevs in vid Lunds universitet 1862, men dog av lungsot den 14 maj 1863.

### Emil Rudolf Dock
Dock föddes i Ängelholm den 18 augusti 1841 som son till handlanden Bengt Henrik Dock och Christina Maria Tönningh. Han skrevs in vid Lunds universitet 1862 och dog den 13 december 1866.

### Johan Reinhold Edling
Edling föddes i Tumbo den 1 januari 1860 som son till torparen Johan Erik Andersson och Vilhelmina Ryttergren. Efter att ha dimitterats från Fjellstedtska skolan i Uppsala skrevs han 1884 in vid Uppsala universitet och Västmanlands-Dala nation. Han bytte 1885 lärosäte till Lund, men avled redan den 28 september 1886.

### Gustaf Adolf Bäck
Bäck föddes 1 juli 1892 i Mo som son till soldaten Magnus Bäck Pålsson och Karolina Johannesdotter. Han kom till Lund för att studera teologi, men kallades in i neutralitetsvakten under första världskrigets slutskede, där han ådrog sig spanska sjukan. Han avled 28 september 1918 av lunginflammation i sviterna efter influensan.

### Bengt Göran Ravnsborg
Ravnsborg föddes den 4 maj 1933. Han var lektor i juridik vid Lunds universitet, och Göteborgs nations inspektor. Förutom sitt engagemang i Akademiska föreningen, Juridiska föreningen, Lunds studentsångare och i kommunpolitiken var han även ett akademiskt original. Han avled den 21 januari 2006, och hans sista önskan var att kistbegravas i nationsgraven. Kyrkogårdsförvaltningen i Lund vägrade emellertid att gå med på detta med hänvisning till att en kistbegravning skulle kunna skada två lindar på kyrkogården. Efter en treårig juridisk strid, under vilken tid Ravnsborgs lik låg nedfryst, gav kyrkogårdsförvaltningen med sig under förutsättning att gravstenen temporärt flyttades, varför Göran Ravnsborg slutligen kunde gravsättas i nationsgraven den 20 februari 2009.